# Epsilon Lyrae
ε Lyrae (Epsilon Lyrae, kurz ε Lyr) ist ein Vierfachstern im Sternbild Leier. Dieser besteht aus den zwei visuellen Doppelsternen ε1 Lyrae (das nördliche Sternpaar) und ε2 Lyrae (das südliche Sternpaar) und erscheint insgesamt als Stern 4. Größenklasse am Nachthimmel. ε Lyr trägt auch den Spitznamen Double Double (das „Doppel-Doppel“). Die Entfernung beträgt ca. 160 Lichtjahre.
ε1 Lyr besteht aus den Komponenten ε1 Lyr A (V = 5,1 mag) und ε1 Lyr B (V = 6,0 mag), welche eine Winkeldistanz von 2,2″ (2019) aufweisen. Die erste veröffentlichte Bahnberechnung (Güntzel-Lingner 1956) gibt eine Umlaufzeit von 1166 Jahren an. Zwei moderne Berechnungen (Mason u. a. 2004 und Novaković/Todorović 2006) ergeben höhere, recht gut übereinstimmende Umlaufzeiten von jeweils 1725 und 1804 Jahren, jedoch unterscheiden sich die gefundenen Exzentrizitäten stark (e = 0,24 vs. e = 0,69).
ε2 Lyr besteht aus den Komponenten ε2 Lyr A (V = 5,1 mag) und ε2 Lyr B (V = 5,4 mag), welche 2,4″ (2019) auseinanderliegen. Die Umlaufzeit wurde zuerst zu 585 Jahren (Güntzel-Lingner 1956) und später zu 724 Jahren (Docobo/Costa 1984) berechnet. ε2 Lyr A soll im Abstand von 0,2″ eine weitere Komponente (ε Lyr Cb) besitzen, die 1985 bei Speckle-Beobachtungen bemerkt wurde. Viele negative Folgebeobachtungen lassen aber zweifeln, ob diese Komponente überhaupt existiert.
ε1 und ε2 Lyr bilden ein hierarchisches Vierfachsystem und weisen zueinander einen scheinbaren Abstand von 209,5″ (3,5′ oder 0,06°) auf. Damit ist ε Lyr ein für sehr scharfe Augen freiäugig sichtbarer Doppelstern und ein wesentlich schwierigerer Augenprüfer als Mizar – Alkor im Großen Wagen. Die Umlaufzeit kann nur mit statistischen Methoden abgeschätzt werden; sie liegt im Bereich von 300 000 bis 400 000 Jahren.
ε Lyr ist ein beliebtes Beobachtungsobjekt bei Amateurastronomen. ε1 und ε2 Lyr sind oft noch gleichzeitig im Gesichtsfeld zu sehen und ihrerseits deutlich getrennt. Überdies unterscheidet sich die Ausrichtung um fast 90°: ε1 Lyr ist etwa in Richtung Nord–Süd (die „längsstehende“ Komponente), ε2 Lyr etwa in Richtung Ost–West (die „querstehende“ Komponente) ausgerichtet. Alle vier Sterne erscheinen weiß.
Kennzahlen und Katalogdaten zum ε-Lyr-System
| Parameter              | ε1 Lyr                       | ε1 Lyr               | ε2 Lyr               | ε2 Lyr               | Quelle |
| ---------------------- | ---------------------------- | -------------------- | -------------------- | -------------------- | ------ |
|                        | Allgemein:                   |                      |                      |                      |        |
| Komponente             | ε1 Lyr A (= ε Lyr A)         | ε1 Lyr B (= ε Lyr B) | ε2 Lyr A (= ε Lyr C) | ε2 Lyr B (= ε Lyr D) |        |
| scheinbare Helligkeit  | 5,06 mag                     | 6,02 mag             | 5,14 mag             | 5,37 mag             | [ 2 ]  |
| Spektralklasse         | A4 V                         | F1 V                 | A8 Vn                | F0 Vn                | [ 2 ]  |
| Parallaxe              | 18,0 mas                     | 20,4 mas             | 20,2 mas             | 20,1 mas             | [ 1 ]  |
| Eigenbewegung (α)      | 9 mas/a                      | 2 mas/a              | 7 mas/a              | 4 mas/a              | [ 1 ]  |
| Eigenbewegung (δ)      | 75 mas/a                     | 50 mas/a             | 50 mas/a             | 66 mas/a             | [ 1 ]  |
| Radialgeschwindigkeit  | −31 km/s                     | −33 km/s             | −24 km/s             | −29 km/s             | [ 12 ] |
| Masse                  | 2,3 M⊙                       | 1,6 M⊙               | 1,9 M⊙               | 1,7 M⊙               | [ 6 ]  |
|                        | Abstand und Positionswinkel: |                      |                      |                      |        |
| Winkeldistanz          | 2,2″                         | 2,2″                 | 2,4″                 | 2,4″                 | [ 7 ]  |
| Positionswinkel        | 345°                         | 345°                 | 74°                  | 74°                  | [ 7 ]  |
| Epoche                 | 2019                         | 2019                 | 2019                 | 2019                 | [ 7 ]  |
|                        | Bahnelemente:                |                      |                      |                      |        |
| Umlaufzeit             | 1804 a                       | 1804 a               | 724 a                | 724 a                | [ 11 ] |
| Epoche des Periastrons | 2091                         | 2091                 | 2224                 | 2224                 | [ 11 ] |
| Große Halbachse        | 4,7″                         | 4,7″                 | 2,9″                 | 2,9″                 | [ 11 ] |
| Bahnneigung            | 121°                         | 121°                 | 126°                 | 126°                 | [ 11 ] |
| Exzentrizität          | 0,69                         | 0,69                 | 0,35                 | 0,35                 | [ 11 ] |
| Argument des Knotens   | 162°                         | 162°                 | 26°                  | 26°                  | [ 11 ] |
| Argument der Periapsis | 256°                         | 256°                 | 74°                  | 74°                  | [ 11 ] |

Die Bahnelemente sind als vorläufig zu betrachten und können sich durch künftige Beobachtungen noch deutlich ändern. 